# Lunax
Lunax est une ancienne commune de la Haute-Garonne. Le 1er janvier 2017, la commune est rattachée à celle de Péguilhan.
Ses habitants sont appelés les Lunacaises et Lunacais.

## Géographie

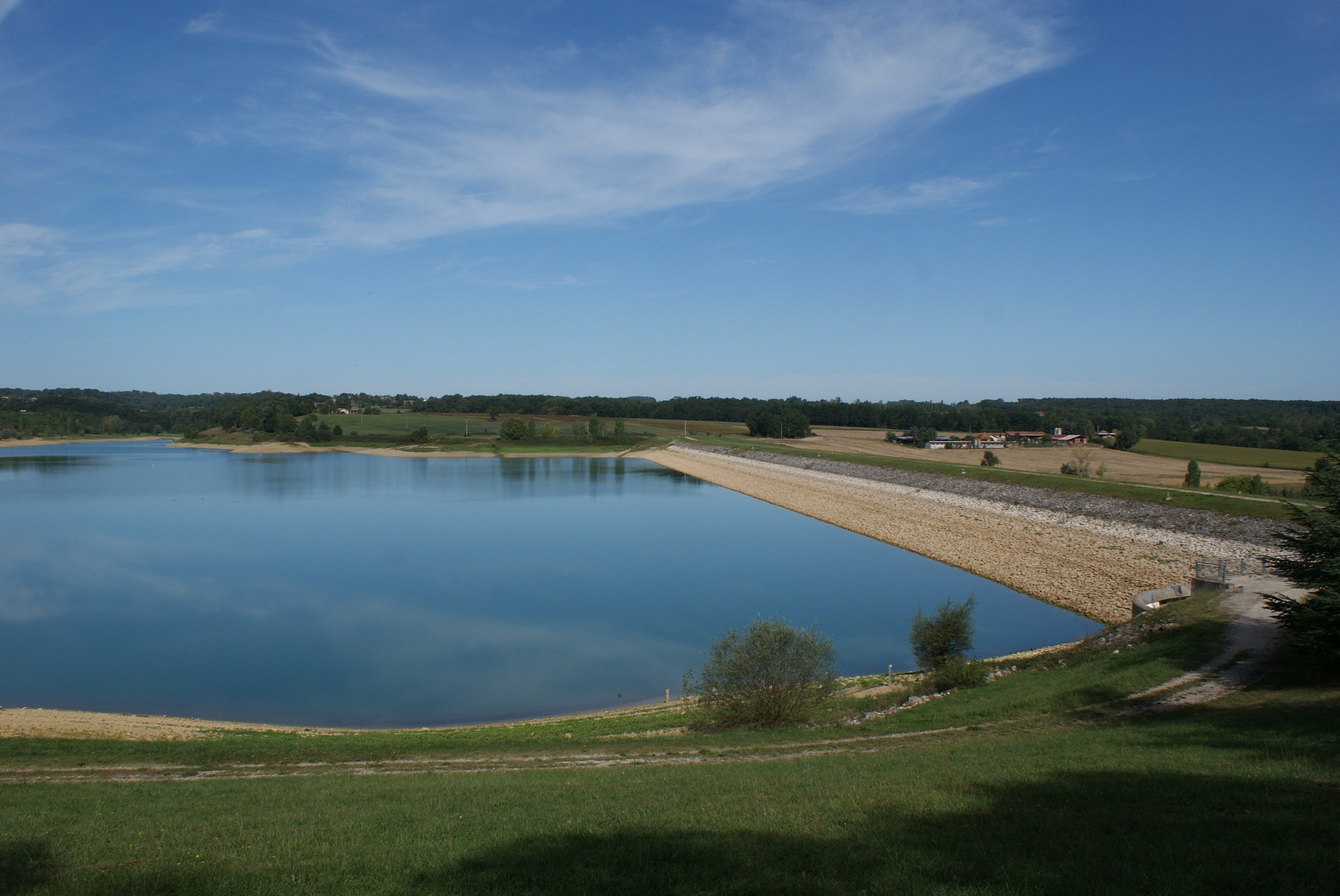
Le lac de la Gimone.

Commune située dans le Comminges entre la Gesse (limite ouest), et la Gimone (limite est), à 33 km au nord-ouest de Saint-Gaudens. Elle est limitrophe du département du Gers dont la limite est constituée par la Gimone. Sur cette commune se trouve également un barrage s'étendant sur la vallée de la Gimone et retenant les eaux du lac de la Gimone.

### Communes limitrophes
| Saint-Blancard (Gers) | Nénigan   | Nénigan   |
| Saint-Blancard (Gers) | Lunax     | Péguilhan |
| Lalanne-Arqué (Gers)  | Péguilhan | Péguilhan |

## Histoire
Le 1er janvier 2017, Lunax est rattaché à la commune de Péguilhan sous le régime de la fusion-association.

## Politique et administration

### Rattachements administratifs et électoraux
Commune faisant partie de la huitième circonscription de la Haute-Garonne de la communauté de communes du Boulonnais et du canton de Saint-Gaudens (avant le redécoupage départemental de 2014, Lunax faisait partie de l'ex-canton de Boulogne-sur-Gesse).

### Liste des maires
| Période                                  | Période  | Identité    | Étiquette | Qualité              |
| ---------------------------------------- | -------- | ----------- | --------- | -------------------- |
| mars 2001                                | En cours | Marc Castex | LR        | Agriculteur retraité |
| Les données manquantes sont à compléter. |          |             |           |                      |

## Population et société

### Démographie
| 1793 | 1800 | 1806 | 1821 | 1831 | 1836 | 1841 | 1846 | 1851 |
| ---- | ---- | ---- | ---- | ---- | ---- | ---- | ---- | ---- |
| 228  | 167  | 205  | 253  | 256  | 233  | 237  | 166  | 210  |

| 1856 | 1861 | 1866 | 1872 | 1876 | 1881 | 1886 | 1891 | 1896 |
| ---- | ---- | ---- | ---- | ---- | ---- | ---- | ---- | ---- |
| 237  | 210  | 200  | 183  | 180  | 195  | 186  | 164  | 193  |

| 1901 | 1906 | 1911 | 1921 | 1926 | 1931 | 1936 | 1946 | 1954 |
| ---- | ---- | ---- | ---- | ---- | ---- | ---- | ---- | ---- |
| 167  | 168  | 159  | 125  | 124  | 130  | 131  | 122  | 94   |

| 1962 | 1968 | 1975 | 1982 | 1990 | 1999 | 2008 | 2013 | 2014 |
| ---- | ---- | ---- | ---- | ---- | ---- | ---- | ---- | ---- |
| 99   | 104  | 80   | 73   | 67   | 56   | 60   | 65   | 66   |

### Enseignement
Lunax fait partie de l'académie de Toulouse.

## Culture locale et patrimoine

### Lieux et monuments
- Lac de la Gimone.
- Église Sainte-Marguerite.
- Château de Lunax.

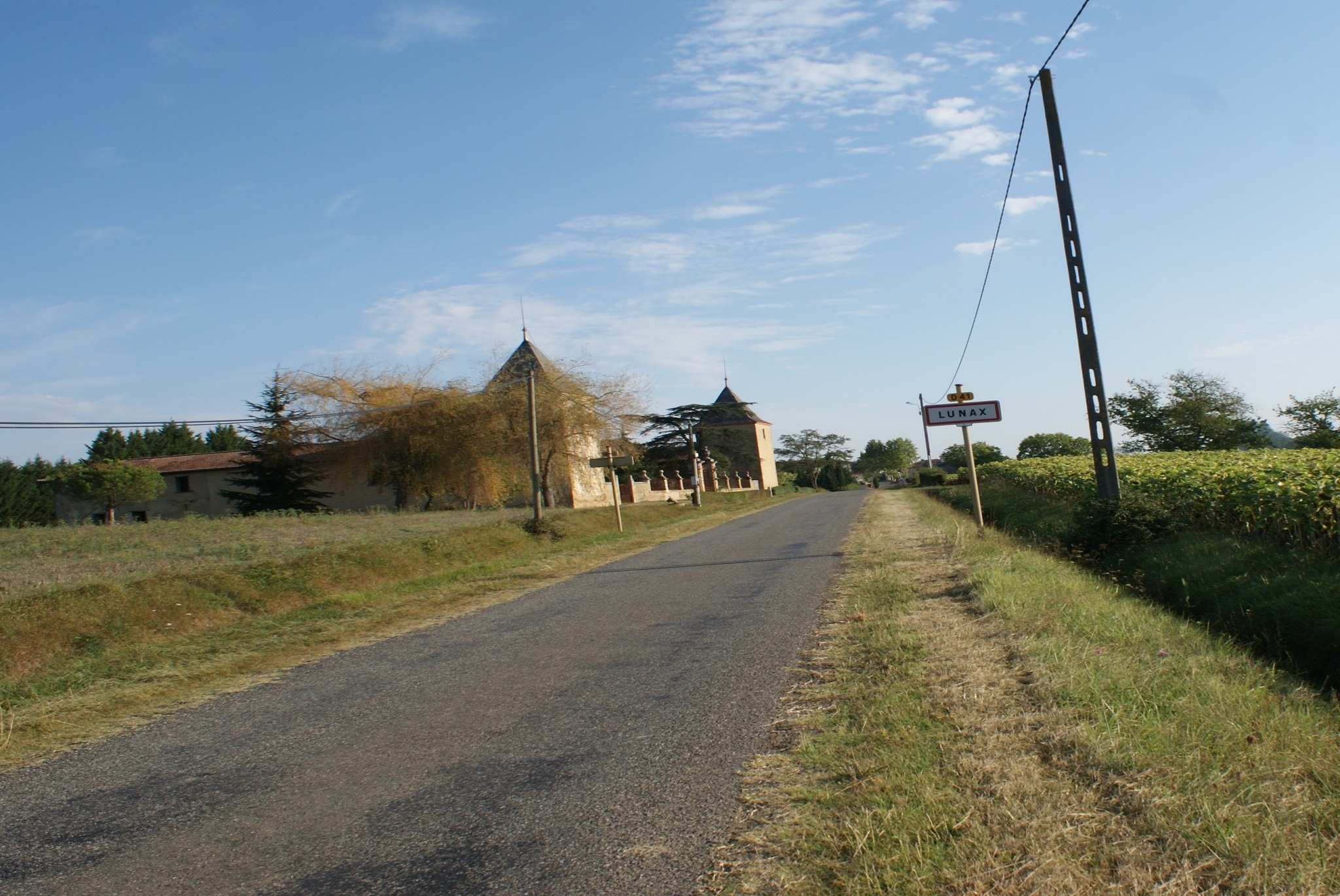
L'entrée du village.
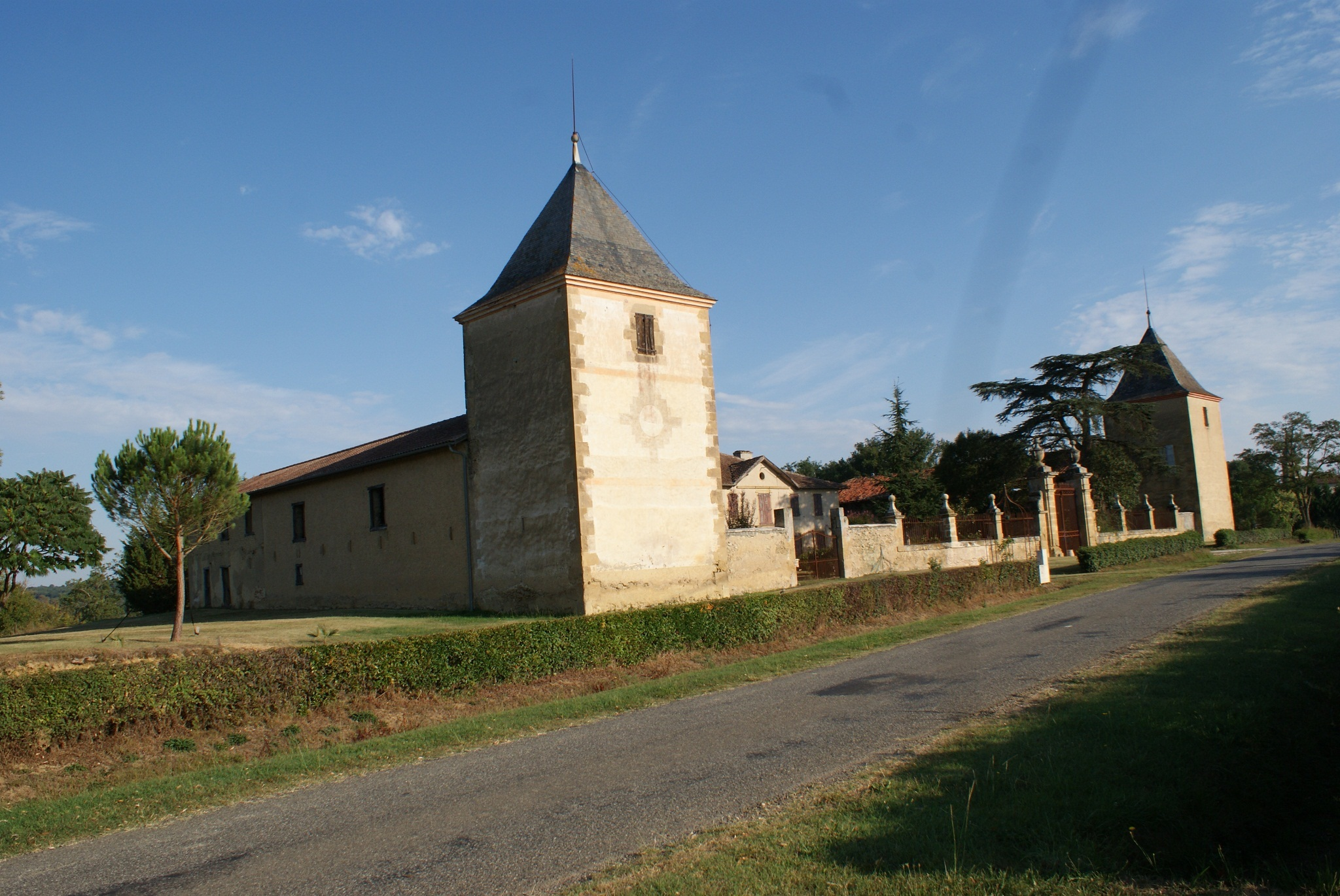
Le château de Lunax.
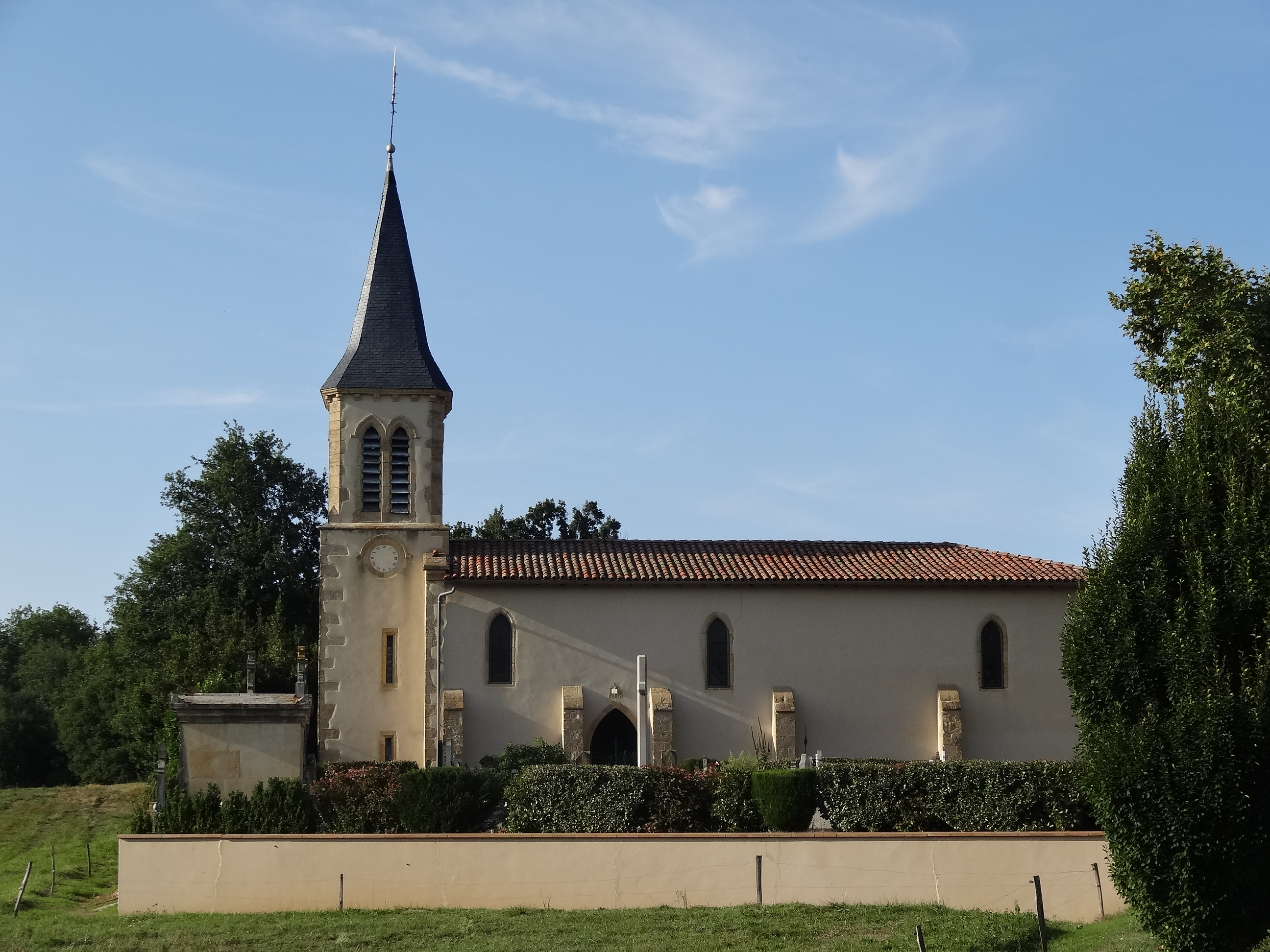
L'église de Lunax.
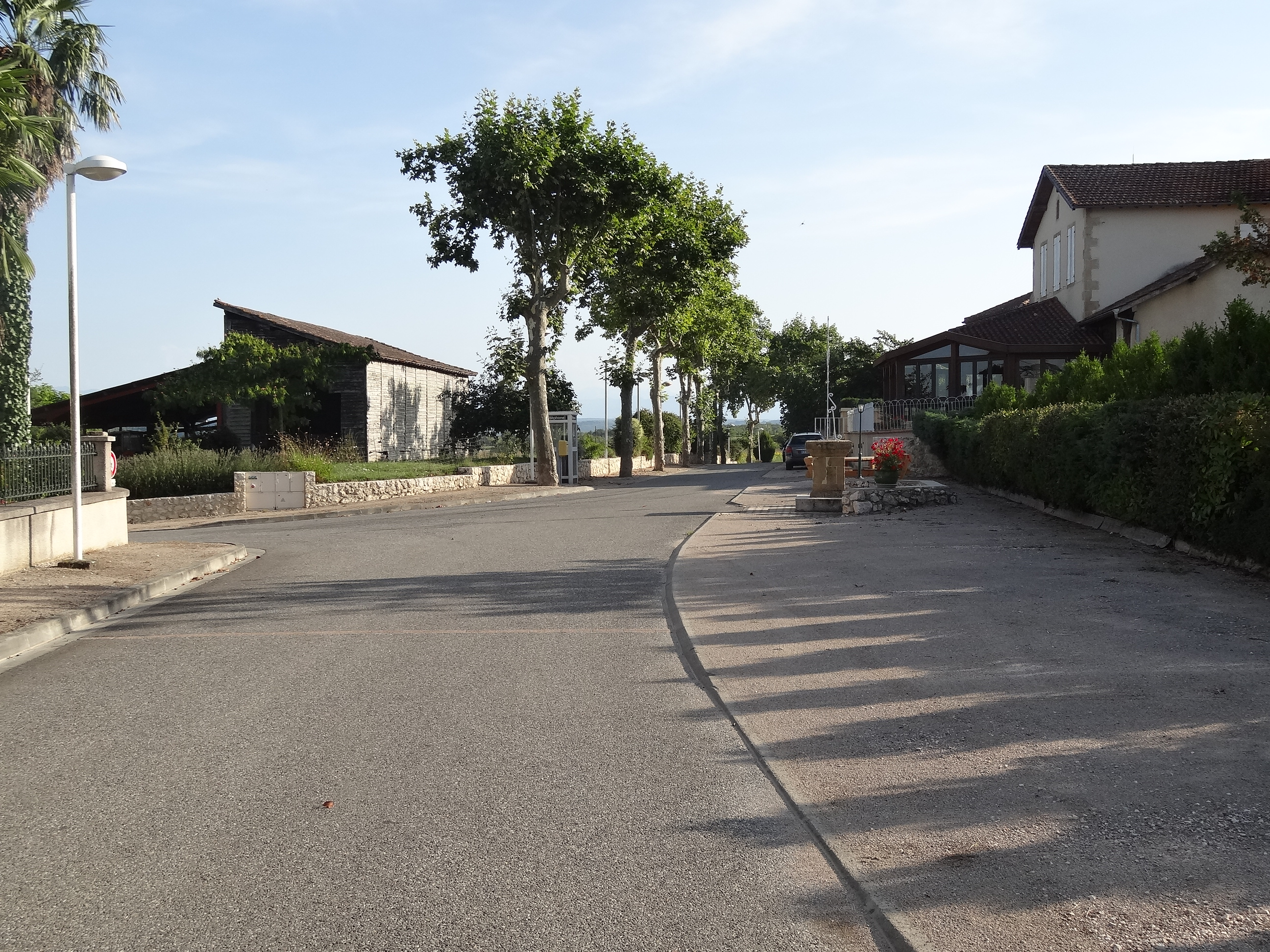
Le village.

## Pour approfondir